# 物部神社 (大田市)
35°09′18″N 132°30′48″E / 35.155°N 132.51347°E
物部神社（日语：／ Mononobe-Jinja */?）是日本島根縣大田市川合町川合的神社，社格是式內小社、石見國一宮、國幣小社和別表神社，主祭神是宇摩志麻遲命。氏子數目方面，根據《日本社寺大觀》和神社本廳出版的《神社名鑑》記載是500戶，《神社名鑑》同時指出神社的崇敬者有5萬人，《式內社調查報告》則指氏子是川合町內400戶。
文化財方面，神社是日本遺產「由石見火山傳達的悠久歷史 ～踏上能夠與繩紋之森銀之山”相遇的旅程～」（石見の火山が伝える悠久の歴史 ～”縄文の森” ”銀の山”と出逢える旅へ～）的組成部分之一，社藏「太刀銘了戒」是重要文化財，「太刀銘雲生」和本殿是島根縣指定文化財，「刀銘平長吉」和「刀銘政俊」則是大田市指定文化財。

## 歷史

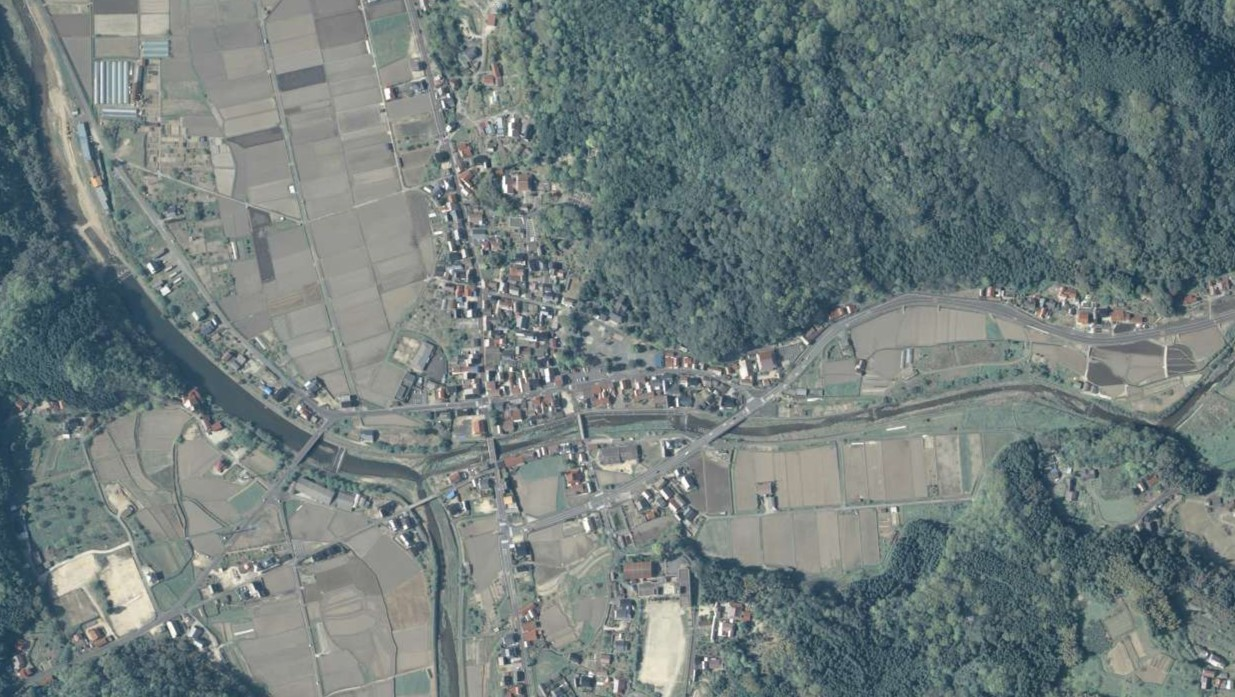
神社一帶的俯瞰圖

神社位於石見國東部靜間川與忍原川交匯處的八百山山麓，西北約四公里處是大田市站。行政區劃方面，神社原屬石見國安濃郡，後為川合村，大字是川合，字是八百山。神社奉敕命創建於繼體天皇8年（513年），文獻上最早見於《延喜式神名帳》，為安濃郡10座式內社之一，排在首位。根據《日本三代實錄》記載，神社在貞觀11年3月22日（869年5月7日）敘為正五位下，貞觀17年10月10日（875年11月11日）升至正五位下，元慶3年9月4日（879年9月23日）升至從四位下，其後根據《日本紀略》天慶4年11月19日（941年12月10日）條記載，神社再升至從四位上。

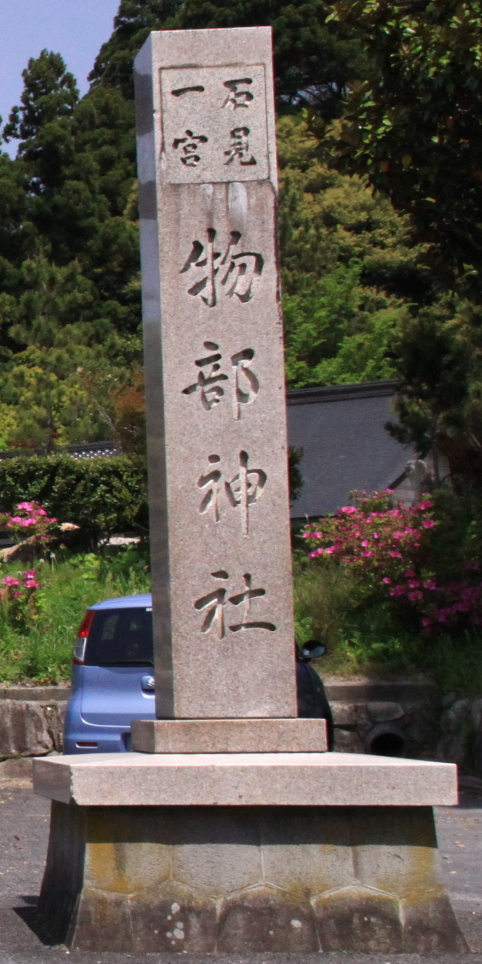
刻有石見一宮的社號標

在南北朝時代時期，神社的社領涵蓋鳥井村和川合村，在明德元年（1390年，元中7年）時則僅有川合村。天文11年4月2日（1542年5月16日），根據收錄於《物部神社文書》的《大內義隆寄進狀》記載，大內義隆寄進太刀一把和神馬蘆毛一匹至「一宮大明神寶前」，以祈求武運長久，這也是神社作為一宮在文獻上首次有記載。天文19年10月26日（1550年12月4日），神社再次獲義隆寄進太刀一把和神馬一匹。弘治2年4月11日（1556年5月19日），神社的的社家金子氏獲毛利元就下賜大家莊東鄉內的萩、七原和蔣江。永祿2年8月26日（1559年9月27日），神社獲元就及毛利隆元寄進宅野村70貫地。天正15年（1587年），神社也獲毛利輝元協助興建社殿。在豐臣秀吉時期，神社的社領達285石9斗，其祭典費佔130石，其餘則是金子氏的俸祿。
寬文5年（1665年），神社獲江戶幕府將軍德川家綱下賜安堵社領300石的朱印狀。享保3年（1718年），由吉川元春在天文19年寄進的社殿受到川合村的火災波及而焚毀。延享3年（1746年），為了重建社殿，大岡忠相奉江戶幕府命令在石見國、出雲國、因幡國、伯耆國、安藝國、周防國和長門國募捐，在寶曆3年（1753年）完工，耗時三年，文政元年（1818年）進行修葺，本殿則在安政3年（1856年）改建。明治4年5月14日（1871年7月1日），神社獲列為國幣小社。1948年9月30日，神社本廳制定「幹部和職員去留相關規定」（役職員進退に関する規程，《規程第15號》），神社列於其中第五條提到的「記載於別表的神社」（別表に掲げる神社）之內，即別表神社。1970年，村社伊夜彥神社成為神社的攝社。

## 祭神和神職
- 後神社
- 稻荷神社和西五社

神社的主祭神是物部氏之祖宇摩志麻遲命，神社也是唯一以其為祭神的官社。關於物部氏祖神紮根於石見東部的理由，《式內社調查報告》指出自古的說法是大和朝廷為了牽制出雲而讓物部氏搬遷至當地而來。雖然《島根縣史》也持同一看法，不過《新修島根縣史》則指物部氏自古便在石見當地居住。根據神社說法，宇摩志麻遲命在討伐都留夫、忍原、於爾和曾保里（現川合一帶）的兇賊後，騎白鶴飛到天上時覺得八百山形似天香具山而定居於此。在景行天皇時期，物部竹子連就任為石見國造，其子孫稱為川合長田公，並且開始擔任神社的祭司。竹子連的十二世孫長田道章在大化改新時獲賜川合里為食邑，並且專責於神社祭祀兼領有安濃郡。文治4年（1188年），金子家忠作為安濃郡地頭來到石見，並且讓其子道美出任宮司。其後，第35代金子連忠在大坂城向德川家康請求恢復社領，社殿也獲奉行大久保長安進行修葺。
在江戶時代，金子氏有12人曾經擔任宮司。1884年7月9日，宮司金子有卿獲授男爵。根據《式內社調查報告》，宮司其後由金子比良麿擔任，1916年10月起是庵原定、1952年起是金子豐鄉、中田久清、椿貞和中田武豐。社家結構上以金子氏為國造、別火上官是庵原氏、別火中官是中田氏、藏田氏、後藤氏、高橋氏、神崎氏、大塚氏、別火下官是松田氏兩家、寸田氏和森脇氏。
神社的右座配神是饒速日命和布都靈神，左座是天御中主大神和天照大神，客座是別天神（天之御中主神、高御產巢日神、神產巢日神、宇麻志阿新訶備比古遲神和天之常立神）和鎮魂八神（高皇產靈神、神皇產靈神、魂留產靈神、生產靈神、足產靈神、大宮賣神、事代主神和御食津神）。
| 名稱                   | 祭神 | 祭日                     |
| 境內攝社               | |                          |
| 後神社                 | 師長姬命 | 8月2日 12月23日          |
| 境內末社               | |                          |
| 神代七代社（東五社）   | 國常立尊、國狹槌尊、豐斟渟尊、泥土煮尊、砂土煮尊、角杙尊、活杙尊、大戶道尊、大戶邊尊、面足尊、惶根尊、伊弉諾尊和伊弉冉尊 | 10月11日                 |
| 荒經靈社（西五社之一） | 須佐之男尊 | 10月11日                 |
| 皇祖四代社             | 天忍穗耳尊、瓊瓊杵尊、彥火火出見尊、鵜草葺不合尊                                                                         | 10月11日                 |
| 須賀見神社             | 六見宿禰命 | 11月20日                 |
| 乙見神社               | 三見宿禰命 | 11月20日                 |
| 一瓶社                 | 佐比賣山三瓶大明神 | 12月9日                  |
| 柿本神社               | 柿本人磨朝臣 | 8月20日                  |
| 菅原神社               | 菅原道真公 | 10月25日                 |
| 稻荷神社               | 稻倉魂命 合祀：大穴牟遲命、大年神、大地主神                                                                              | 2月初午前後              |
| 淡島神社               | 少彥名命 | 8月14日                  |
| 八重山神社             | 伊邪那美命、大山祇神、若布都主神                                                                                         | 9月13日                  |
| 惠比須神社             | 事代主命、大國主命 | 12月第二個星期日         |
| 境外攝社               | |                          |
| 漢女神社               | 栲幡千千姬命、市杵島姬命、柧津姬命                                                                                       | 10月10日                 |
| 伊夜彥神社             | 天香具山命 | 4月19日                  |
| 境外末社               | |                          |
| 鄉原若宮神社           | 味饒田命 | 9月18日                  |
| 中原若宮神社           | 彥湯支命 | 4月20日                  |
| 新屋若宮神社           | 武諸隅命 | 4月5日                   |
| 川合神社               | 竹子命 | 10月11日                 |
| 石上布留神社           | 十種神寶 | 4月2日前後               |
| 熊野神社               | 高倉下命、少彥名命 | 9月19日                  |
| 石見一宮祖靈社         | 幽冥主宰大神、國學四聖人、物部氏金子家歷代祖靈、社家歷代祖靈、戰死者的英靈、神道各家的祖靈                               | 8月15日 12月第一個星期日 |

## 境內
- 拜殿
- 本殿
- 御神墓
- 大鳥居

根據《日本社寺大觀》和《神社名鑑》記載，神社境內面積達15756坪（約52085.95平方），《式內社調查報告》則指是1391.13坪（約4598.78平方）。本殿佔地43坪（約142.15平方），長5.45米，寬6.6米，高16.3米，在島根縣內神社中規模僅次於出雲大社，同時是日本規模最大的春日造建築，千木下方是龜的雕刻，龜有帶來水的意思，象徵防火。幣殿正面寬3.4間（約6.18），長3.8間（約6.91）。拜殿正面寬11.6間（約21.09），長3.6間（約6.55），為入母屋造，在1936年和1937年曾經改建，建築材料採用台灣扁柏，社殿後方則有相傳為宇摩志麻遲命之墓的御神墓，為圓墳。拜殿正面的大鳥居是明神鳥居，在2013年作為神社創建1500週年紀念而建，為島根縣內最大的木製鳥居。境內也有正面題字出自於德川家達手筆的「石見尊德岩谷九十老翁頌德碑」、由氏子和田共弘在1990年奉納的Partholon像、相傳源於仁壽年號由來中的甘露的御神井以及供奉有大聖歡喜天的神木「夜泣紅楠」（夜なき椨）。此外，神社的社叢是島根縣的「由大家守護的鄉土自然」（みんなで守る郷土の自然）的選定地。

## 祭事
| 日供祭（每日） 月次祭（每月1日和15日） | |     |                                                                                  |     | |      | |
| 1月                                    | 歳旦祭（1月1日） 元始祭（1月3日） 矢道式（1月6日） 昭和天皇祭遙拜式（1月7日） 若菜御贄神事（1月7日） 斧始式（1月7日） 奉射祭（1月7日） 宮廻式（1月8日） 小豆御贄神事（1月15日） 成人祝祭（1月15日） | 4月 | 神武天皇祭遙拜式（4月3日） 昭和祭（4月29日） 鎮花祭（4月29日） 年賀祭（4月29日） | 7月 | 冰室御贄神事（7月1日） 七夕祭（7月7日） 七夕笹焚上式（7月10日） 鎮火祭（7月19日） 御田植祭（7月20日） 祈雨祭（臨時）                     | 10月 | 馬場見式（10月8日） 例祭前夜祭（10月8日） 曉天祭（10月9日） 例大祭（10月9日） 祝祭（10月10日） 神嘗祭祝祭（10月17日） 神宮祭（10月17日） |
| 2月                                    | 厄除火焚神事（節分） 節分祭（節分） 立春祭（立春） 紀元祭（2月11日） 天長祭（2月23日） | 5月 | 勝運大祭（5月1日） 交通安全大祭（5月3日） 兒守祭（5月5日）                       | 8月 | 御饌井清式（8月7日） 淡島神社祭（8月14日） 柿本神社祭（8月19日）                                                                         | 11月 | 明治祭（11月3日） 稻穗長者祭（11月23日） 鎮魂祭（11月24日） 新嘗祭（11月25日）                                                           |
| 3月                                    | 祈年前夜祭（3月1日） 祈年祭（3月2日） 菱餅獻供式（3月3日） 春分祭、春季皇靈祭遙拜式（3月20日） | 6月 | 大祓祭（6月30日）                                                                | 9月 | 田面祭（新穀祭，9月1日） 重陽獻供式（9月9日） 一千五百年紀念大祭奉祝祭（9月9日） 敬老祝祭（9月15日） 秋分祭、秋季皇靈祭遙拜式（9月23日） | 12月 | 造酒神事（12月9日） 庭火祭（12月19日） 大祓式（12月31日） 除夜祭（12月31日） 御柱獻供式（12月31日）                                      |

矢道式是奉射祭的預演，在拜殿以及境內納札所附近的矢道舉行，先對弓箭和標靶進行祓除，在祭典結束後放箭三次。翌日在拜殿舉行若菜御贄神事，神職右手拿菜刀，左手拿摺古木，一邊誦唱一邊切碎春天的七菜，然後將切好的七菜、白米1升（約1.8公升）、海苔和小餅五個煮成七草粥，然後將粥倒進繪有神紋的大椀，配上柳筷子供奉於神前，以祈求身體健康。隨後舉行斧始式，這項儀式起源於江戶時代宮大工興建本殿前的動工儀式，首先在拜殿鋪薦，並且將方材橫放，然後由手持五十串的工匠進行拜禮後，小心翼翼地以曲尺和墨指三度觸碰方材，最後以小斧頭劈向方材的左、右和中央部分。
斧始祭後是奉射祭，在拜殿和夜泣紅楠附近舉行，首先在拜殿前設置木框，並且以注連繩把直徑3尺（約0.91），背面寫有鬼字的標靶固定於木框內，在撒米後由昨天參加矢道式的兩人穿上直垂，頭戴烏帽子，一箭射向天空，一箭射向標靶。然後，由稱為代古屋、禰宜、別火、一之御子、宿直、最教、祭傳、良清、公文、修理、藏田、大畠、地頭和庵原的14人，以兩人為一組，輪流放箭三次，在標靶附近有專人負責以附有御幣的青竹來傳達弓箭中靶的情況，在拜殿的宮司則據此記錄下來。這項儀式旨在驅趕邪氣以及祈求該年身體健康，儀式結束後會舉行弓道大會，其後弓道大會參加者和儀式負責人也會在弓道場舉行的直會中品嚐於若菜御贄神事煮成的七草粥。
翌日上午舉行宮廻式，宮廻式又稱宮巡式，禰宜以下的神職負責巡拜境內外攝末社、狛犬、鶴像和鳥居，通過在新年向神明打招呼來祈求年內平安無事。小豆御贄神事在1月15日於拜殿舉行，由神職以白米1升、紅豆3合（約0.54公升）、小餅五個、御柱餅的御捻內的乾魷魚、昆布和白米煮成小豆粥，並且倒入繪有神紋的大椀，配上中國芒製的筷子供奉於神前，由於紅色象徵生命和火焰，並且有驅趕惡靈和不淨的靈力，因此有在小正月吃紅豆粥來祈求身體健康的習俗。
節分祭在節分舉行，儀式結束後舉行追儺儀式，正午開始撒豆，隨後是大福引大會，期間也會派發由神職和巫女以氏子的初穗和境內柊葉製成的「財運鬼除幣」，作為御幣可以供奉在玄關或惠方的方向。冰室御贄神事在7月1日於拜殿舉行，為在神前供奉冰塊的神事，以祈求能夠健健康康地渡過夏天。鎮火祭在7月19日於拜殿舉行，為祈求防火和防災的神事，神職會前往靜間川河口鳥井一帶的岸邊舉行禊，然後將潮水倒進瓶子內，並且將從海岸得來的神馬藻放在折敷上，禰宜則讓大幣隨海水漂流。將神馬藻帶回神社後先供奉於本殿，然後巡迴境內各社，再撒上潮水，在鎮火祭開始前為止，境內禁止鳴物，不但不許大聲呼叫，連拍手也不能，以前更是村內整體均禁止鳴物。其後，奉納石見神樂，並且點亮由附近學校的小學生製作的燈籠。最後，供奉《延喜式》祝詞提到的水之神、匏、川菜和埴山姬至神前。
御田植祭在7月20日於拜殿和東五社舉行，為祈求五穀豐收的祭事，祭事開始前先奉納御田植囃子。在奏上祝詞後，權禰宜和禰認宜以大幣和五十串在拜殿前向神馬進行祓除，其後由身穿繪有神紋法被，手持長3尺5寸（約1.06）青竹的四人分別在前後牽馬在拜殿前東西來回兩次，然後由背插五十串的禰宜騎上神馬，再來回三次，稱為代搔式。接著，權禰宜以下的神職和頭戴花笠以及騎膊馬的早乙女等一行人前往東五社，在東五社奉幣、撒米、供奉石菖蒲和奏上祝詞後，按先拂、露拂、大麻、撒米持、幣使及其隨從、早乙女和總代的順序返回拜殿。在回程途中，早乙女會撒石菖，由於把石菖插在農田的出水口處有防蟲的效果，因此參拜者均會爭相撿起石菖，因此御田植祭也稱為水口祭。
田面祭又稱八朔祭、穗燒祭或新穀祭，為祈求五穀豐收的祭事，在9月1日於拜殿舉行，把毛豆、棗、柿、楊梅、沙梨、豇豆、茄子、蜜柑、毬栗各八個和泥鰍兩條放在三方之上，並且供奉於神前。其後，禰宜以下的神職前往一瓶社奏上大祓詞、祝詞和奉幣後，以切火點燃放在簸箕內的秸稈，並且撥開秸稈，把穀殼和小石放進去燒，憑小石的熱力燃燒拔穗的籾，然後將燒好的籾和小石朝戌亥方向來晃動簸箕，殘餘的秸稈則放置於戌亥方向的草叢內。曉天祭和例祭均在10月9日舉行，曉天祭時先以燧石取火煮成紅豆飯後，在裝滿繪有神紋的大椀後，將猶如小孩頭大般的紅豆飯飯團供奉至御神墓，並且進行奉幣儀式。例祭則由神職、巫女、氏子總代和神馬攜同各種威儀之物，其中神馬背著神籬，一行人一同巡遊川合地區，有時川合町青年部和兒童會奉納神輿。
鎮魂祭在11月24日於拜殿舉行，在奉納石見神樂後開始，源於宇摩志麻遲命在神武天皇即位時祈求其鎮魂寶壽而來，為神社最古老的祭事，與同樣舉行鎮魂祭的石上神宮和彌彥神社相比，物部神社的鎮魂祭與宮中的鎮魂祭最為接近。首先奏上祝詞，在宮司、禰宜和權禰宜到達拜殿後，把外邊的簾垂下，由13歲少女擔任的猿女則手持繫上鈴鐺的榊矛和葉竹前往幣殿，在該處中央設置一個稱為宇計布禰（うけふね）的直徑約50厘米的橢圓形桶。隨後關燈，由宮司在神前進行二拜二拍手，然後以五色絹來進行結繩行事。每當完成一次並且一拜後，禰宜便會手持裝有人形的柳箱向右轉三周半，權禰宜則會手持笏一邊拍打一呼喊「人！」（ヒトー），聽到呼喊聲的猿女便會以右手所持的榊矛刺向宇計布禰，並且一邊以左手搖動葉竹一邊再呼喊「人！」，在重複十次後呼喊「夠了！」（タリー）而結束。
造酒神事又稱忌籠神事或糀之忌籠，在12月9日於一瓶社舉行，代代由禰宜庵原氏負責，祭事期間境內禁止鳴物，也不能釀造超過神饌份量的酒。眾人先在神饌所把新米、糯米和糀放進供奉於一瓶社內的大瓶內，並且將神井的水倒進瓶內，最終釀成的酒會用於庭火祭。庭火祭又稱燎祭，在12月19日於拜殿舉行，這項祭事旨在對這一年內均沒有發生火災而向神明表達感謝，與鎮火祭一樣禁止鳴物，在拜殿的祭事結束後宮司等人會在庭火前舉行神事，並且奏上祝詞，一瓶社的酒則在供奉後由眾人在祭事結束後一同品嘗。御柱獻供式在12月31日舉行，在內陣門前的案上鋪上奉書紙和裏白，並且把五塊稱為御柱餅的鏡餅叠起，然後在上方放上昆布、乾魷魚、御捻和小餅八個，左右則是蜜柑串、柿餅串、橙和熨斗，這也是信眾唯一獲准進入本殿內的祭事。

## 文化財
| 名稱         | 名義                                                            | 文化財類別 | 指定類別         | 指定日期       | 參考資料     |
| ------------ | --------------------------------------------------------------- | ---------- | ---------------- | -------------- | ------------ |
| 太刀銘了戒   | 太刀銘了戒                                                      | 工藝品     | 重要文化財       | 1910年4月20日  | [ 6 ]        |
| 太刀銘雲生   | 太刀銘雲生                                                      | 工藝品     | 島根縣指定文化財 | 1959年9月1日   | [ 6 ]        |
| 物部神社本殿 | 物部神社本殿                                                    | 建造物     | 島根縣指定文化財 | 1970年10月27日 | [ 7 ]        |
| 刀銘平長吉   | 刀銘平長吉                                                      | 工藝品     | 大田市指定文化財 | 1970年10月27日 | [ 8 ]        |
| 刀銘政俊     | 刀銘政俊                                                        | 工藝品     | 大田市指定文化財 | 1973年6月22日  | [ 8 ]        |
| 物部神社     | 由石見火山傳達的悠久歷史 ～踏上能夠與繩紋之森銀之山”相遇的旅程～ | 建造物     | 日本遺產         | 2020年6月19日  | [ 5 ] [ 41 ] |

## 註解
1. ↑  鳥井即現大田市鳥井町鳥井[14]
2. ↑  萩即現大田市溫泉津町荻村一帶，七原是現大田市大代町南山附近，蔣江則推測是現大田市溫泉津町荻村菰口[14]。
3. ↑  同日獲敘爵的神職尚有阿蘇神社的阿蘇惟敦（日语：阿蘇惟敦）、宇佐神宮的到津公誼（日语：到津公誼）、宮成公矩、日御碕神社的小野尊光（日语：小野尊光）、伊勢神宮的河邊博長（日语：河辺博長）、松木美彥、日前神社的紀俊尚、出雲大社的北島脩孝、千家尊福（日语：千家尊福）、熱田神宮的千秋季隆（日语：千秋季隆）、英彥山神社的高千穗宣麿（日语：高千穂宣麿）以及住吉神社的津守國美[20]。

## 外部連結
- . 物部神社.   [2023-02-12]. （原始内容存档于2023-08-16） （日语）.
- . 物部神社.   [2023-02-12]. （原始内容存档于2023-06-10） （日语）.
- 的Facebook專頁（日語）
- 的X（前Twitter）（日語）
- YouTube上的頻道（日語）
- . 島根縣觀光聯盟.   [2023-02-12]. （原始内容存档于2023-02-13） （日语）.
- . 石見觀光振興協議會.   [2023-02-12]. （原始内容存档于2023-03-24） （日语）.
- . 大田市觀光協會.   [2023-02-12]. （原始内容存档于2023-06-09） （日语）.
- . 島根縣神社廳.   [2023-02-26]. （原始内容存档于2023-02-25） （日语）.
- . 全國一之宮巡拜會.   [2023-02-12]. （原始内容存档于2023-02-13） （日语）.